# NGC 5694
NGC 5694 (другие обозначения — GCL 29, ESO 512-SC10) — шаровое скопление в созвездии Гидра.
Этот объект входит в число перечисленных в оригинальной редакции «Нового общего каталога».